# 鳞蕊藤
鳞蕊藤（学名：Lepistemon binectariferum）是旋花科鳞蕊藤属的植物。分布在中南半岛、印度、马来半岛、印度尼西亚以及中国大陆的海南等地，一般生长在林下，目前尚未由人工引种栽培。

## 异名
- Lepistemon binectariferum (Wall. ex Roxb.) O. Kuntze var. trichocarpun (Gagnep.) Oostst.